# Liga EBA 2019-20
La Liga EBA 2019-20 fue la 26.ª edición de la cuarta categoría del baloncesto español. La temporada comenzó en septiembre de 2019 y acabó en marzo de 2020, suspendida por la Pandemia de Covid-19.

## Formato
Los equipos fueron divididos, según su proximidad geográfica, en cinco conferencias, cada una de ellas formada por uno o dos grupos:
- Conferencia A: 1 grupo de 15 equipos (A-A) y  otro de 14 equipos (A-B) de Galicia, Asturias, Cantabria, Castilla y León, Navarra, La Rioja y País Vasco
- Conferencia B: 1 grupo de 16 equipos de Canarias, Castilla-La Mancha y Comunidad de Madrid
- Conferencia C: 2 grupos de 14 (C-A y C-B) Aragón, Cataluña e Islas Baleares
- Conferencia D: 1 grupo de 10 equipos (D-A)  y  otro de 9 equipos (D-B) de  Andalucía, Extremadura, Ceuta y Melilla
- Conferencia E: 1 grupos de 8 equipos (E-A) y otro de 9 equipos (E-B) de la Comunidad Valenciana y Región de Murcia

La participación en la fase de ascenso se definió como sigue:
| Conferencia | Equipos | 1.º                        | 2.º                        | 3.º                      | 4.º        | Fase preliminar |
| ----------- | ------- | -------------------------- | -------------------------- | ------------------------ | ---------- | --- |
| A           | 3       | Vencedor 1.º A-A - 1.º A-B | Perdedor 1.º A-A - 1.º A-B | Vencedor fase preliminar |            | - 2.º A-A - 3.º A-B - 2.º A-B - 3.º A-A - Final entre los ganadores                                                                                          |
| B           | 4       | 1.º B                      | 2.º B                      | 3.º B                    | 4.º B      | |
| C           | 4       | Ganador VI                 | Perdedor VI                | Ganador V                | Perdedor V | - (I) 2.º C-A - 3.º C-B - (II) 2.º C-B - 3.º C-A - (III) 1.º C-A - Ganador II - (IV) 1.º C-B - Ganador I - (V) Perdedores III - IV - (VI) Ganadores III - IV |
| D           | 2       | 1.º fase final             | 2.º fase final             |                          |            | Fase final con los 5 mejores del D-A y los 5 mejores del D-B                                                                                                 |
| E           | 3       | 1.º fase final             | 2.º fase final             | 3.º fase final           |            | Fase final con los 4 mejores del E-A y los 4 mejores del E-B                                                                                                 |

### Fase de ascenso
Los 16 equipos clasificados se distribuirían en dos grupos y cuatro subgrupos de esta forma:
| Grupo A    | Grupo A    | Grupo B    | Grupo B    |
| Subgrupo 1 | Subgrupo 2 | Subgrupo 3 | Subgrupo 4 |
| ---------- | ---------- | ---------- | ---------- |
| 1B         | 1C         | 1D         | 1E         |
| 2C         | 2A         | 2B         | 1A         |
| 3A         | 3E         | 2E         | 2D         |
| 4C         | 4B         | 3C         | 3B         |

En cada subgrupo jugarían todos contra todos a una sola vuelta (tres jornadas), de jueves a sábado. Ascienderían a  LEB Plata los cuatro campeones de los subgrupos y los dos vencedores de las eliminatorias a jugar el domingo por la mañana entre los segundos clasificados de los subgrupos.

### Descensos
| Conferencia | Equipos | Definición de los descendidos                                                                     |
| ----------- | ------- | ------------------------------------------------------------------------------------------------- |
| A           | 9       | - 5 del grupo A-A - 4 del grupo A-B                                                               |
| B           | 4       |                                                                                                   |
| C           | 4       | - 1 del grupo C-A - 1 del grupo C-B - Perdedor 13.º C-A - 12.º C-B - Perdedor 13.º C-B - 12.º C-A |
| D           | 3       | 3 últimos de la fase de permanencia                                                               |
| E           | 4       | 4 últimos de la fase de permanencia                                                               |

## Liga regular

### Conferencia A

#### Grupo A-A
| | Equipo                     | J  | G  | P  | PF   | PC   | Puntos | Racha |
| --- | -------------------------- | -- | -- | -- | ---- | ---- | ------ | ----- |
| 1 | Mondragon Unibersitatea    | 22 | 17 | 5  | 1752 | 1583 | 39     | +7    |
| 2 | Arha Hoteles               | 22 | 15 | 7  | 1728 | 1553 | 37     | +2    |
| 3 | Megacalzado Ardoi          | 22 | 15 | 7  | 1657 | 1527 | 37     | +4    |
| 4 | AC1+ Piélagos              | 21 | 15 | 6  | 1786 | 1549 | 36     | -2    |
| 5 | Easo Bodegas Muga          | 22 | 14 | 8  | 1560 | 1391 | 36     | +2    |
| 6 | CB La Flecha               | 22 | 11 | 11 | 1638 | 1612 | 33     | -1    |
| 7 | Nissan Grupo de Santiago   | 22 | 11 | 11 | 1622 | 1645 | 33     | -3    |
| 8 | Baskonia B                 | 22 | 11 | 11 | 1710 | 1715 | 33     | +1    |
| 9 | CB Valle de Egüés          | 21 | 10 | 11 | 1485 | 1542 | 31     | -1    |
| 10 | CB Santurtzi SK            | 22 | 9  | 13 | 1538 | 1515 | 31     | -1    |
| 11 | CB Solares                 | 22 | 9  | 13 | 1704 | 1774 | 31     | +1    |
| 12 | Ulacia Zarautz             | 21 | 9  | 12 | 1439 | 1543 | 30     | -2    |
| 13 | Tabirako Baqué             | 22 | 8  | 14 | 1461 | 1568 | 30     | +1    |
| 14 | Goierri - Iparragirre 2020 | 22 | 7  | 15 | 1544 | 1706 | 29     | -1    |
| 15 | Manteneo Filipenses        | 21 | 2  | 19 | 1278 | 1679 | 23     | -10   |
| Fuente: Federación Española de Baloncesto: Clasificación de la Liga EBA - Grupo A-A; actualización automática |                            |    |    |    |      |      |        |       |

#### Grupo A-B
| | Equipo                                 | J  | G  | P  | PF   | PC   | Puntos | Racha |
| --- | -------------------------------------- | -- | -- | -- | ---- | ---- | ------ | ----- |
| 1 | Aquimisa Carbajosa                     | 20 | 20 | 0  | 1651 | 1293 | 40     | +20   |
| 2 | Ávila Auténtica - Carrefour El Bulevar | 20 | 16 | 4  | 1629 | 1341 | 36     | +8    |
| 3 | Ucoga Seguros CB Chantada              | 20 | 15 | 5  | 1461 | 1252 | 35     | -1    |
| 4 | Porriño Baloncesto Base                | 20 | 13 | 7  | 1520 | 1492 | 33     | -1    |
| 5 | Noxtrum Gijón Basket                   | 20 | 11 | 9  | 1523 | 1539 | 31     | -2    |
| 6 | Obradoiro Silleda                      | 20 | 11 | 9  | 1572 | 1518 | 31     | +1    |
| 7 | USAL La Antigua                        | 20 | 10 | 10 | 1546 | 1530 | 30     | -1    |
| 8 | Santo Domingo Betanzos                 | 20 | 8  | 12 | 1515 | 1607 | 28     | +2    |
| 9 | KFC Culleredo                          | 20 | 8  | 12 | 1412 | 1475 | 28     | -4    |
| 10 | Estudiantes Lugo Leyma Natura          | 20 | 8  | 12 | 1570 | 1539 | 28     | +3    |
| 11 | Universidad de Valladolid              | 20 | 7  | 13 | 1416 | 1531 | 27     | +1    |
| 12 | Calvo Basket Xiria                     | 20 | 5  | 15 | 1405 | 1545 | 25     | -5    |
| 13 | Caja Rural de Zamora                   | 20 | 4  | 16 | 1461 | 1707 | 24     | -3    |
| 14 | ULE RBH Global                         | 20 | 4  | 16 | 1310 | 1622 | 24     | +1    |
| Fuente: Federación Española de Baloncesto: Clasificación de la Liga EBA - Grupo A-B; actualización automática |                                        |    |    |    |      |      |        |       |

#### Finales

##### Playoff para los primeros
| Equipo 1 | Resultado | Equipo 2 |
| -------- | --------- | -------- |
| 1.º A-A  |           | 1.º A-B  |

##### Clasificación para los playoffs
El ganador se clasificaría para la Fase Final.
|  | Semifinales | Semifinales |  |  | Final | Final |
|  |             |             |  |  |       |       |
|  |             |             |  |  |       |       |
|  |             |             |  |  |       |       |
|  | 2º A-A      |             |  |  |       |       |
|  |             |             |  |  |       |       |
|  | 3º A-B      |             |  |  |       |       |
|  |             |             |  |  |       |       |
|  |             |             |  |  |       |       |
|  |             |             |  |  |       |       |
|  | 2º A-B      |             |  |  |       |       |
|  |             |             |  |  |       |       |
|  | 3º A-A      |             |  |  |       |       |
|  |             |             |  |  |       |       |

#### Participantes a la Fase final de la conferencia A
| Bandera de ?                  | Bandera de ?                   | Bandera de ?                            |
| Ganador Playoff para primeros | Perdedor Playoff para primeros | Ganador Clasificación para los playoffs |
| Clasificado como 1.º A        | Clasificado como 2.º A         | Clasificado como 3.º A                  |

### Conferencia B
| | Equipo                        | J  | G  | P  | PF   | PC   | Puntos | Racha |
| --- | ----------------------------- | -- | -- | -- | ---- | ---- | ------ | ----- |
| 1 | NCS Alcobendas                | 23 | 19 | 4  | 1834 | 1546 | 42     | +4    |
| 2 | Uros de Rivas                 | 24 | 18 | 6  | 1860 | 1711 | 42     | -2    |
| 3 | Real Madrid B                 | 23 | 17 | 6  | 1934 | 1782 | 40     | +5    |
| 4 | Náutico Tenerife              | 24 | 14 | 10 | 1838 | 1659 | 38     | +4    |
| 5 | Zentro Basket Madrid          | 23 | 14 | 9  | 1825 | 1756 | 37     | +1    |
| 6 | Globalcaja Quintanar          | 23 | 14 | 9  | 1643 | 1596 | 37     | -4    |
| 7 | Distrito Olímplico            | 23 | 12 | 11 | 1666 | 1650 | 35     | +1    |
| 8 | Isover Basket Azuqueca        | 23 | 12 | 11 | 1734 | 1705 | 35     | -1    |
| 9 | Baloncesto Alcalá             | 23 | 11 | 12 | 1771 | 1767 | 34     | -4    |
| 10 | Tobarra Club de Baloncesto    | 23 | 11 | 12 | 1639 | 1670 | 34     | -1    |
| 11 | Estudio                       | 23 | 11 | 12 | 1977 | 1944 | 34     | +3    |
| 12 | Movistar Estudiantes B        | 23 | 10 | 13 | 1732 | 1737 | 33     | +2    |
| 13 | Lujisa Guadalajara Basket     | 23 | 9  | 14 | 1623 | 1744 | 32     | +1    |
| 14 | CB Pozuelo Arrabe Asesores    | 23 | 5  | 18 | 1624 | 1874 | 28     | -6    |
| 15 | Aloe Plus Lanzarote Conejeros | 23 | 4  | 19 | 1579 | 1856 | 27     | -6    |
| 16 | CB Agüimes                    | 23 | 4  | 19 | 1451 | 1733 | 27     | -7    |
| Fuente: Federación Española de Baloncesto: Clasificación de la Liga EBA - Grupo B; actualización automática |                               |    |    |    |      |      |        |       |

#### Participantes a la Fase final de la conferencia B
| Bandera de ?           | Bandera de ?           | Bandera de ?           |                        |
| 1.º Clasificado        | 2.º Clasificado        | 3.º Clasificado        | 4.º Clasificado        |
| Clasificado como 1.º B | Clasificado como 2.º B | Clasificado como 3.º B | Clasificado como 4.º B |

### Conferencia C

#### Grupo C-A
| | Equipo                          | J  | G  | P  | PF   | PC   | Puntos | Racha |
| --- | ------------------------------- | -- | -- | -- | ---- | ---- | ------ | ----- |
| 1 | CB Vic - Universitat de Vic     | 21 | 19 | 2  | 1656 | 1362 | 40     | -1    |
| 2 | Monbus CB Igualada              | 21 | 17 | 4  | 1601 | 1428 | 38     | +2    |
| 3 | CB Quart - Germans Cruz         | 21 | 16 | 5  | 1530 | 1410 | 37     | +2    |
| 4 | FC Martinenc Bàsquet            | 21 | 14 | 7  | 1616 | 1539 | 35     | +1    |
| 5 | MCN Team SESE                   | 21 | 14 | 7  | 1609 | 1531 | 35     | +4    |
| 6 | CB Martorell                    | 20 | 12 | 8  | 1447 | 1425 | 32     | +1    |
| 7 | Flanigan Calvià                 | 21 | 9  | 12 | 1627 | 1629 | 30     | +3    |
| 8 | Maristes Ademar                 | 21 | 9  | 12 | 1420 | 1515 | 30     | -1    |
| 9 | Open Sports Arenys Bàsquet      | 21 | 8  | 13 | 1383 | 1443 | 29     | -1    |
| 10 | Tenea - CB Esparreguera         | 21 | 7  | 14 | 1511 | 1544 | 28     | -2    |
| 11 | BC Morabanc Andorra Vivand B    | 21 | 6  | 15 | 1378 | 1443 | 27     | -5    |
| 12 | Opel Zavisa Alfindén CB         | 21 | 6  | 15 | 1477 | 1651 | 27     | -4    |
| 13 | Mataró Parc Boet                | 20 | 5  | 15 | 1395 | 1575 | 25     | +1    |
| 14 | Patria Hispana Seguros Almozara | 21 | 4  | 17 | 1444 | 1599 | 25     | -3    |
| Fuente: Federación Española de Baloncesto: Clasificación de la Liga EBA - Grupo C-A; actualización automática |                                 |    |    |    |      |      |        |       |

#### Grupo C-B
| | Equipo                           | J  | G  | P  | PF   | PC   | Puntos | Racha |
| --- | -------------------------------- | -- | -- | -- | ---- | ---- | ------ | ----- |
| 1 | Ibersol CB Tarragona             | 21 | 18 | 3  | 1605 | 1314 | 39     | +7    |
| 2 | Oic Penta UB Sant Adrià          | 21 | 15 | 6  | 1576 | 1420 | 36     | +4    |
| 3 | Recambios Gaudí CB Mollet        | 21 | 14 | 7  | 1606 | 1514 | 35     | +2    |
| 4 | CB Valls Nutrion                 | 21 | 14 | 7  | 1556 | 1463 | 35     | +7    |
| 5 | BBA Castelldefels                | 21 | 13 | 8  | 1501 | 1405 | 34     | -1    |
| 6 | UE Mataró - Germans Homs         | 21 | 13 | 8  | 1503 | 1442 | 34     | +1    |
| 7 | CB Cornellà                      | 21 | 12 | 9  | 1540 | 1503 | 33     | -4    |
| 8 | 70&80 American Dinner - CB Salou | 21 | 11 | 10 | 1543 | 1563 | 32     | -1    |
| 9 | AE Badalonès                     | 21 | 10 | 11 | 1545 | 1597 | 31     | +1    |
| 10 | Anagán Olivar                    | 21 | 8  | 13 | 1493 | 1626 | 29     | -1    |
| 11 | JAC Sants                        | 21 | 6  | 15 | 1343 | 1454 | 27     | -7    |
| 12 | Barberà Team Values              | 21 | 5  | 16 | 1419 | 1537 | 26     | +1    |
| 13 | Palma Air Europa                 | 21 | 4  | 17 | 1510 | 1649 | 25     | -2    |
| 14 | Càmping Bianya Roser             | 21 | 4  | 17 | 1435 | 1688 | 25     | -3    |
| Fuente: Federación Española de Baloncesto: Clasificación de la Liga EBA - Grupo C-B; actualización automática |                                  |    |    |    |      |      |        |       |

#### Finales

##### Final Four
El primero, segundo, tercero y cuarto clasificados se clasificarían para la Fase Final.
|  | Cuartos de final | Cuartos de final | Cuartos de final |  |  | Semifinales | Semifinales | Semifinales |  |  | Final | Final | Final |  |
|  |                  |                  |                  |  |  |             |             |             |  |  |       |       |       |  |
|  |                  |                  |                  |  |  |             |             |             |  |  |       |       |       |  |
|  |                  |                  |                  |  |  |             |             |             |  |  |       |       |       |  |
|  |                  |                  |                  |  |  |             |             |             |  |  |       |       |       |  |
|  |                  |                  |                  |  |  |             |             |             |  |  |       |       |       |  |
|  |                  | 1.º C-B          |                  |  |  |             |             |             |  |  |       |       |       |  |
|  |                  |                  |                  |  |  |             |             |             |  |  |       |       |       |  |
|  |                  |                  |                  |  |  |             |             |             |  |  |       |       |       |  |
|  | 2.º C-A          |                  |                  |  |  |             |             |             |  |  |       |       |       |  |
|  |                  |                  |                  |  |  |             |             |             |  |  |       |       |       |  |
|  | 3.º C-B          |                  |                  |  |  |             |             |             |  |  |       |       |       |  |
|  |                  |                  |                  |  |  |             |             |             |  |  |       |       |       |  |
|  |                  |                  |                  |  |  |             |             |             |  |  |       |       |       |  |
|  |                  |                  |                  |  |  |             |             |             |  |  |       |       |       |  |
|  | 2.º C-B          |                  |                  |  |  |             |             |             |  |  |       |       |       |  |
|  |                  |                  |                  |  |  |             |             |             |  |  |       |       |       |  |
|  | 3.º C-A          |                  |                  |  |  |             |             |             |  |  |       |       |       |  |
|  |                  |                  |                  |  |  |             |             |             |  |  |       |       |       |  |
|  |                  |                  |                  |  |  |             |             |             |  |  |       |       |       |  |
|  |                  |                  | 1.º C-A          |  |  |             |             |             |  |  |       |       |       |  |
|  |                  |                  |                  |  |  |             |             |             |  |  |       |       |       |  |
|  |                  |                  |                  |  |  |             |             |             |  |  |       |       |       |  |
|  |                  |                  |                  |  |  |             |             |             |  |  |       |       |       |  |
|  |                  |                  |                  |  |  |             |             |             |  |  |       |       |       |  |
|  |                  |                  |                  |  |  |             |             |             |  |  |       |       |       |  |

#### Participantes a la Fase final de la conferencia C
| Bandera de ?           | Bandera de ?           | Bandera de ?           | Bandera de ?           |
| 1.º Final Four         | 2.º Final Four         | 3.º Final Four         | 4.º Final Four         |
| Clasificado como 1.º C | Clasificado como 2.º C | Clasificado como 3.º C | Clasificado como 4.º C |

### Playoffs de permanencia
Los ganadores de los enfrentamientos se mantendrían en la Liga EBA, los perdedores descienderían a Primera División.
| Equipo 1 | Agr. | Equipo 2 | Ida | Vuelta |
| -------- | ---- | -------- | --- | ------ |
| 13.º C-A |      | 12.º C-B |     |        |
| 13.º C-B |      | 12.º C-A |     |        |

### Conferencia D

##### Grupo D-A
| | Equipo                                     | J  | G  | P  | PF   | PC   | Puntos | Racha |
| --- | ------------------------------------------ | -- | -- | -- | ---- | ---- | ------ | ----- |
| 1 | CAM Enrique Soler                          | 18 | 17 | 1  | 1546 | 1278 | 35     | +7    |
| 2 | CB Novaschool                              | 18 | 13 | 5  | 1431 | 1269 | 31     | -1    |
| 3 | Ecoculture CB Almería                      | 18 | 12 | 6  | 1379 | 1274 | 30     | +1    |
| 4 | CB La Zubia                                | 18 | 10 | 8  | 1353 | 1322 | 28     | +3    |
| 5 | Jaén Paraíso Interior CB Andújar           | 18 | 10 | 8  | 1302 | 1258 | 28     | -1    |
| 6 | Unicaja Andalucía                          | 18 | 7  | 11 | 1282 | 1362 | 25     | -1    |
| 7 | Benahavís Costa del Sol                    | 18 | 6  | 12 | 1343 | 1434 | 24     | -8    |
| 8 | Jaén Paraíso Interior CB Cazorla           | 18 | 6  | 12 | 1281 | 1524 | 24     | +1    |
| 9 | Jaén Paraíso Interior CB Martos Montetucci | 18 | 5  | 13 | 1343 | 1446 | 23     | +1    |
| 10 | CP Mijas Quabit                            | 18 | 4  | 14 | 1241 | 1334 | 22     | -3    |
| Fuente: Federación Española de Baloncesto: Clasificación de la Liga EBA - Grupo D-A; actualización automática |                                            |    |    |    |      |      |        |       |

##### Grupo D-B
| | Equipo                            | J  | G  | P  | PF   | PC   | Puntos | Racha |
| --- | --------------------------------- | -- | -- | -- | ---- | ---- | ------ | ----- |
| 1 | Oh!tels ULB                       | 16 | 12 | 4  | 1200 | 1076 | 28     | +1    |
| 2 | Huelva                            | 16 | 12 | 4  | 1226 | 1126 | 28     | +5    |
| 3 | DKV San Fernando                  | 16 | 10 | 6  | 1187 | 1106 | 26     | -2    |
| 4 | Alba IBS - Club Baloncesto Utrera | 16 | 10 | 6  | 1249 | 1118 | 26     | +3    |
| 5 | Torta del Casar Extremadura B     | 16 | 9  | 7  | 1036 | 1052 | 25     | +2    |
| 6 | Rus CB Ciudad de Dos Hermanas     | 16 | 7  | 9  | 1069 | 1083 | 23     | -1    |
| 7 | AD Plasencia Basket               | 16 | 5  | 11 | 1127 | 1219 | 21     | -6    |
| 8 | Real Betis Baloncesto B           | 16 | 5  | 11 | 1120 | 1199 | 21     | -1    |
| 9 | Matenglish CBSFDO                 | 16 | 2  | 14 | 985  | 1220 | 18     | -1    |
| Fuente: Federación Española de Baloncesto: Clasificación de la Liga EBA - Grupo D-B; actualización automática |                                   |    |    |    |      |      |        |       |

#### Segunda fase

##### Grupo D Clasificación
| | Equipo                            | J  | G  | P | PF  | PC  | Puntos | Racha |
| --- | --------------------------------- | -- | -- | - | --- | --- | ------ | ----- |
| 1 | CAM Enrique Soler                 | 11 | 11 | 0 | 938 | 786 | 22     | +11   |
| 2 | Huelva                            | 11 | 8  | 3 | 853 | 789 | 19     | +6    |
| 3 | CB Novaschool                     | 11 | 7  | 4 | 810 | 763 | 18     | -1    |
| 4 | Oh!tels ULB                       | 11 | 7  | 4 | 779 | 752 | 18     | +1    |
| 5 | Alba IBS - Club Baloncesto Utrera | 11 | 4  | 7 | 817 | 800 | 15     | +1    |
| 6 | Ecoculture CB Almería             | 11 | 4  | 7 | 797 | 830 | 15     | -1    |
| 7 | CB La Zubia                       | 11 | 4  | 7 | 769 | 825 | 15     | -1    |
| 8 | Torta del Casar Extremadura B     | 11 | 4  | 7 | 674 | 771 | 15     | +1    |
| 9 | Jaén Paraíso Interior CB Andújar  | 11 | 3  | 8 | 746 | 804 | 14     | -2    |
| 10 | DKV San Fernando                  | 11 | 3  | 8 | 768 | 831 | 14     | -5    |
| Fuente: Federación Española de Baloncesto: Clasificación de la Liga EBA - Grupo D-Clasificación; actualización automática |                                   |    |    |   |     |     |        |       |

#### Participantes a la Fase final de la conferencia D
| Bandera de ?           | Bandera de ?           |
| 1.º Clasificado        | 2.º Clasificado        |
| Clasificado como 1.º D | Clasificado como 2.º D |

##### Grupo D Permanencia
| | Equipo                                     | J  | G | P | PF  | PC  | Puntos | Racha |
| --- | ------------------------------------------ | -- | - | - | --- | --- | ------ | ----- |
| 1 | CP Mijas Quabit                            | 11 | 5 | 6 | 827 | 774 | 16     | -1    |
| 2 | Jaén Paraíso Interior CB Cazorla           | 11 | 5 | 6 | 858 | 886 | 16     | -3    |
| 3 | Real Betis Baloncesto B                    | 9  | 6 | 3 | 667 | 629 | 15     | +4    |
| 4 | AD Plasencia Basket                        | 9  | 6 | 3 | 687 | 652 | 15     | +4    |
| 5 | Jaén Paraíso Interior CB Martos Montetucci | 10 | 5 | 5 | 794 | 761 | 15     | +2    |
| 6 | Benahavís Costa del Sol                    | 10 | 5 | 5 | 771 | 779 | 15     | +1    |
| 7 | Unicaja Andalucía                          | 10 | 5 | 5 | 716 | 734 | 15     | -2    |
| 8 | Rus CB Ciudad de Dos Hermanas              | 9  | 5 | 4 | 624 | 614 | 14     | -2    |
| 9 | Matenglish CBSFDO                          | 9  | 2 | 7 | 573 | 688 | 11     | -4    |
| Fuente: Federación Española de Baloncesto: Clasificación de la Liga EBA - Grupo D-Permanencia; actualización automática |                                            |    |   |   |     |     |        |       |

### Conferencia E

##### Grupo E-A
| | Equipo                    | J  | G  | P  | PF   | PC   | Puntos | Racha |
| --- | ------------------------- | -- | -- | -- | ---- | ---- | ------ | ----- |
| 1 | Refitel Bàsquet Llíria    | 14 | 12 | 2  | 1112 | 874  | 26     | +4    |
| 2 | Tau Castelló B            | 14 | 11 | 3  | 1094 | 1040 | 25     | +4    |
| 3 | Valencia BC B             | 14 | 10 | 4  | 1138 | 976  | 24     | +1    |
| 4 | Power Electronics Paterna | 14 | 9  | 5  | 1102 | 1048 | 23     | -2    |
| 5 | CB Tabernes Blanques      | 14 | 5  | 9  | 988  | 1094 | 19     | +1    |
| 6 | Sonia Bath Godella        | 14 | 5  | 9  | 942  | 1016 | 19     | -1    |
| 7 | Picken Claret             | 14 | 3  | 11 | 1034 | 1113 | 17     | -1    |
| 8 | CB Puerto Sagunto         | 14 | 1  | 13 | 811  | 1060 | 15     | -12   |
| Fuente: Federación Española de Baloncesto: Clasificación de la Liga EBA - Grupo E-A; actualización automática |                           |    |    |    |      |      |        |       |

##### Grupo E-B
| | Equipo                                   | J  | G  | P  | PF   | PC   | Puntos | Racha |
| --- | ---------------------------------------- | -- | -- | -- | ---- | ---- | ------ | ----- |
| 1 | Guillén Group Alginet                    | 16 | 15 | 1  | 1341 | 1194 | 31     | +5    |
| 2 | Angels Vision - Units pel Bàsquet Gandía | 16 | 11 | 5  | 1361 | 1214 | 27     | +1    |
| 3 | Hero Jairis                              | 16 | 11 | 5  | 1225 | 1089 | 27     | +3    |
| 4 | UCAM Murcia Jiffy B                      | 16 | 11 | 5  | 1344 | 1192 | 27     | +2    |
| 5 | Servigroup Benidorm                      | 16 | 7  | 9  | 1161 | 1228 | 23     | -1    |
| 6 | CB Ifach Calpe                           | 16 | 6  | 10 | 1130 | 1234 | 22     | -5    |
| 7 | Sha Wellness Clinic L'Alfàs              | 16 | 5  | 11 | 1174 | 1268 | 21     | -1    |
| 8 | Conciencia2s Valencia CB Aldaia          | 16 | 5  | 11 | 1223 | 1336 | 21     | -3    |
| 9 | UPCT Basket Cartagena                    | 16 | 1  | 15 | 1103 | 1307 | 17     | -12   |
| Fuente: Federación Española de Baloncesto: Clasificación de la Liga EBA - Grupo E-B; actualización automática |                                          |    |    |    |      |      |        |       |

#### Segunda fase

##### Grupo E Clasificación
| | Equipo                                   | J | G | P | PF  | PC  | Puntos | Racha |
| --- | ---------------------------------------- | - | - | - | --- | --- | ------ | ----- |
| 1 | Valencia BC B                            | 7 | 6 | 1 | 631 | 555 | 13     | +4    |
| 2 | Hero Jairis                              | 7 | 5 | 2 | 567 | 498 | 12     | +1    |
| 3 | Tau Castelló B                           | 7 | 5 | 2 | 534 | 542 | 12     | -1    |
| 4 | Power Electronics Paterna                | 7 | 3 | 4 | 533 | 551 | 10     | -1    |
| 5 | UCAM Murcia Jiffy B                      | 7 | 3 | 4 | 553 | 584 | 10     | -1    |
| 6 | Angels Vision - Units pel Bàsquet Gandía | 7 | 3 | 4 | 552 | 584 | 10     | +1    |
| 7 | Guillén Group Alginet                    | 7 | 2 | 5 | 515 | 565 | 9      | -1    |
| 8 | Refitel Bàsquet Llíria                   | 7 | 1 | 6 | 564 | 570 | 8      | -4    |
| Fuente: Federación Española de Baloncesto: Clasificación de la Liga EBA - Grupo E-Clasificación; actualización automática |                                          |   |   |   |     |     |        |       |

#### Participantes a la Fase final de la conferencia E
| Bandera de ?           | Bandera de ?           | Bandera de ?           |
| 1.º Clasificado        | 2.º Clasificado        | 3.º Clasificado        |
| Clasificado como 1.º E | Clasificado como 2.º E | Clasificado como 3.º E |

##### Grupo E Permanencia
| | Equipo                          | J | G | P | PF  | PC  | Puntos | Racha |
| --- | ------------------------------- | - | - | - | --- | --- | ------ | ----- |
| 1 | Sonia Bath Godella              | 8 | 6 | 2 | 580 | 524 | 14     | -1    |
| 2 | Picken Claret                   | 8 | 6 | 2 | 644 | 601 | 14     | +2    |
| 3 | Servigroup Benidorm             | 7 | 5 | 2 | 562 | 536 | 12     | +2    |
| 4 | CB Ifach Calpe                  | 8 | 4 | 4 | 572 | 570 | 12     | -2    |
| 5 | CB Puerto Sagunto               | 8 | 3 | 5 | 554 | 556 | 11     | +1    |
| 6 | UPCT Basket Cartagena           | 8 | 3 | 5 | 580 | 606 | 11     | +1    |
| 7 | Conciencia2s Valencia CB Aldaia | 8 | 3 | 5 | 528 | 562 | 11     | -1    |
| 8 | CB Tabernes Blanques A          | 8 | 3 | 5 | 549 | 623 | 11     | -5    |
| 9 | Sha Wellness Clinic L'Alfàs     | 7 | 2 | 5 | 570 | 561 | 9      | -1    |
| Fuente: Federación Española de Baloncesto: Clasificación de la Liga EBA - Grupo E-Permanencia; actualización automática |                                 |   |   |   |     |     |        |       |

## Fase final
Los 16 equipos clasificados se dividirían en cuatro grupos de cuatro equipos, jugando un formato de todos contra todos a una sola vuelta.
El ganador de cada grupo ascendería a LEB Plata. Los cuatro segundos jugarían una repesca para definir los otros dos ascensos.

### Grupo 1A
| Pos                                                                                        | Grp | Equipo       | PJ | G | P | PF | PC | +/- | Pts | Ascenso              |
| ------------------------------------------------------------------------------------------ | --- | ------------ | -- | - | - | -- | -- | --- | --- | -------------------- |
| 1.º                                                                                        | 1B  | Bandera de ? |    |   |   |    |    |     |     | Asciende a LEB Plata |
| 2.º                                                                                        | 2C  | Bandera de ? |    |   |   |    |    |     |     | Repesca              |
| 3.º                                                                                        | 3A  | Bandera de ? |    |   |   |    |    |     |     |                      |
| 4.º                                                                                        | 4C  | Bandera de ? |    |   |   |    |    |     |     |                      |
| Fuente: Federación Española de Baloncesto: Fase Final - Grupo 1A; actualización automática |     |              |    |   |   |    |    |     |     |                      |

### Grupo 2A
| Pos                                                                                        | Grp | Equipo       | PJ | G | P | PF | PC | +/- | Pts | Ascenso              |
| ------------------------------------------------------------------------------------------ | --- | ------------ | -- | - | - | -- | -- | --- | --- | -------------------- |
| 1.º                                                                                        | 1C  | Bandera de ? |    |   |   |    |    |     |     | Asciende a LEB Plata |
| 2.º                                                                                        | 2A  | Bandera de ? |    |   |   |    |    |     |     | Repesca              |
| 3.º                                                                                        | 3E  | Bandera de ? |    |   |   |    |    |     |     |                      |
| 4.º                                                                                        | 4B  | Bandera de ? |    |   |   |    |    |     |     |                      |
| Fuente: Federación Española de Baloncesto: Fase Final - Grupo 2A; actualización automática |     |              |    |   |   |    |    |     |     |                      |

### Grupo 3B
| Pos                                                                                        | Grp | Equipo       | PJ | G | P | PF | PC | +/- | Pts | Ascenso              |
| ------------------------------------------------------------------------------------------ | --- | ------------ | -- | - | - | -- | -- | --- | --- | -------------------- |
| 1.º                                                                                        | 1D  | Bandera de ? |    |   |   |    |    |     |     | Asciende a LEB Plata |
| 2.º                                                                                        | 2B  | Bandera de ? |    |   |   |    |    |     |     | Repesca              |
| 3.º                                                                                        | 2E  | Bandera de ? |    |   |   |    |    |     |     |                      |
| 4.º                                                                                        | 3C  | Bandera de ? |    |   |   |    |    |     |     |                      |
| Fuente: Federación Española de Baloncesto: Fase Final - Grupo 3B; actualización automática |     |              |    |   |   |    |    |     |     |                      |

### Grupo 4B
| Pos                                                                                        | Grp | Equipo       | PJ | G | P | PF | PC | +/- | Pts | Ascenso              |
| ------------------------------------------------------------------------------------------ | --- | ------------ | -- | - | - | -- | -- | --- | --- | -------------------- |
| 1.º                                                                                        | 1E  | Bandera de ? |    |   |   |    |    |     |     | Asciende a LEB Plata |
| 2.º                                                                                        | 1A  | Bandera de ? |    |   |   |    |    |     |     | Repesca              |
| 3.º                                                                                        | 2D  | Bandera de ? |    |   |   |    |    |     |     |                      |
| 4.º                                                                                        | 3B  | Bandera de ? |    |   |   |    |    |     |     |                      |
| Fuente: Federación Española de Baloncesto: Fase Final - Grupo 4B; actualización automática |     |              |    |   |   |    |    |     |     |                      |

### Repesca
| Equipo 1     | Resultado | Equipo 2     |
| ------------ | --------- | ------------ |
| 2.º Grupo 1A |           | 2.º Grupo 2A |
| 2.º Grupo 3B |           | 2.º Grupo 4B |

## Postemporada
Ascendieron a LEB Plata:
- Aquimisa Carbajosa.
- NCS Alcobendas.
- CAM Enrique Soler.
- Ibersol CB Tarragona  (por la renuncia del  CB Vic - Universitat de Vic).
- Hero Jairis (por la renuncia del  Valencia BC B).
- Zentro Basket Madrid (al ocupar vacantes, se ampliaría la LEB Plata a 28 equipos).
- CB Cornellà (al ocupar vacantes, se ampliaría la LEB Plata a 28 equipos).
- (  CB Vic - Universitat de Vic,  Valencia BC B y  Mondragon Unibersitatea renunciaron al ascenso).

Descendieron de LEB Plata:
- No hubo descensos.

Descendieron a Primera División:
- No hubo descensos.

Renunciaron a la Liga EBA:
| - Isover Basket Azuqueca. - BC Morabanc Andorra Vivand B. - Open Sports Arenys Bàsquet. - Oic Penta UB Sant Adrià. - Flanigan Calvià. |  | - Jaén Paraíso Interior CB Cazorla. - CP Mijas Quabit. - Alba IBS - Club Baloncesto Utrera. - AD Plasencia Basket. - Sha Wellness Clinic L'Alfàs. |

Ascendieron desde Primera División:
| - CB Costa Artabra. - UEMC CBC Valladolid B. - Agustinos Leclerc. - Conspur Bezana. - LBC Cocinas.com. - MGS Seguros ADC Boadilla. - Baloncesto Fuenlabrada B. - CB La Matanza CBA. - Autocares Rodríguez Daimiel. - Cochesinternet.net Alpicat. - Grup Via - CB Artés. - Sol Gironès Bisbal Bàsquet. |  | - CB Granollers 1-Pisos.com. - Ripotrans Lliçà d'Amunt. - UE Sant Cugat Negre. - Joventut Badalona B. - AD Torreforta. - Azulejos Moncayo CBZ. - Belsué Seguros El Olivar. - Sant Antoni Ibiza Feeling. - Pinta B CB Es Castell. - AEA Solidaria Lluchmajor. - CDB Ciudad de Huelva La Luz. - Climanavas Agrometal Peñarroya. |  | - Colegio El Pinar. - Gymnástica Portuense. - CAB Estepona. - Xerez CD. - Sagrado Corazón Lithium Iberia. - Melilla Sport Capital Enrique Soler B. - SCD Carolinas. - ESET Ontinet. - UA Fundación Lucentum B. - NBTorrent. - Inalco Alcora Caixa Rural. |

- (  Maderas Zamar EDM A Estrada,  RGC Covadonga,   Urgatzi KK,  Galva Motor CB Ripollet y
  FP Amusal Santo Ángel  renunciaron al ascenso).

La Liga EBA se amplía a 127 equipos en la siguiente temporada.

## Galardones

### Jugador de la jornada
| Jornada   | Jugador           | Equipo                                       | Val. | Ref         |
| --------- | ----------------- | -------------------------------------------- | ---- | ----------- |
| 5/6-oct   | Edmond Koyanouba  | CAM Enrique Soler                            | 45   | [ 2 ]       |
| 12/13-oct | Sergio Rodríguez  | Baloncesto Alcalá                            | 44   | [ 3 ]       |
| 19/20-oct | David Romero      | Mataró Parc Boet                             | 44   | [ 4 ]       |
| 26/27-oct | Ali Senghor       | Calvo Basket Xiria                           | 39   | [ 5 ]       |
| 2/3-nov   | Xavi Guirao       | CB Cornellà                                  | 39   | [ 6 ]       |
| 9/10-nov  | Sergio Martínez   | Lujisa Guadalajara Basket                    | 43   | [ 7 ] [ 8 ] |
| 16/17-nov | Eric Mañés        | BBA Castelldefels                            | 48   | [ 9 ]       |
| 23/24-nov | Pedro García      | Zentro Basket Madrid                         | 36   | [ 10 ]      |
| 23/24-nov | Xavi Guirao (2)   | CB Cornellà (2)                              | 36   | [ 10 ]      |
| 30/1-dic  | Marcos Rozas      | Santo Domingo Betanzos                       | 40   | [ 11 ]      |
| 30/1-dic  | David Romero (2)  | Mataró Parc Boet (2)                         | 40   | [ 11 ]      |
| 7/8-dic   | Alex Calvo        | CB Valle de Egüés                            | 44   | [ 12 ]      |
| 14/15-dic | Toni Vicens       | Flanigan Calvià                              | 45   | [ 13 ]      |
| 21/22-dic | Jaume Lobo        | Ávila Auténtica - Carrefour El Bulevar       | 39   | [ 14 ]      |
| 11/12-ene | Filip Knezevic    | Ucoga Seguros CB Chantada                    | 33   | [ 15 ]      |
| 18/19-ene | César Heras       | DKV San Fernando                             | 40   | [ 16 ]      |
| 25/26-ene | / Shay Miller     | Angels Vision - Units pel Bàsquet Gandía     | 51   | [ 17 ]      |
| 1/2-feb   | Jaume Lobo (2)    | Ávila Auténtica - Carrefour El Bulevar (2)   | 46   | [ 18 ]      |
| 8/9-feb   | Joel Sabaté       | Tau Castelló B                               | 40   | [ 19 ]      |
| 15/16-feb | / Shay Miller (2) | Angels Vision - Units pel Bàsquet Gandía (2) | 40   | [ 20 ]      |
| 22/23-feb | Bola Olaniyan     | Aquimisa Carbajosa                           | 47   | [ 21 ]      |
| 29/1-mar  | Nelson Yengue     | Arha Hoteles                                 | 42   | [ 22 ]      |
| 29/1-mar  | / Shay Miller (3) | Angels Vision - Units pel Bàsquet Gandía (3) | 42   | [ 22 ]      |
| 7/8-mar   | Pedro José Romera | Jaén Paraíso Interior CB Cazorla             | 51   | [ 23 ]      |